# Sistema silvipastoril

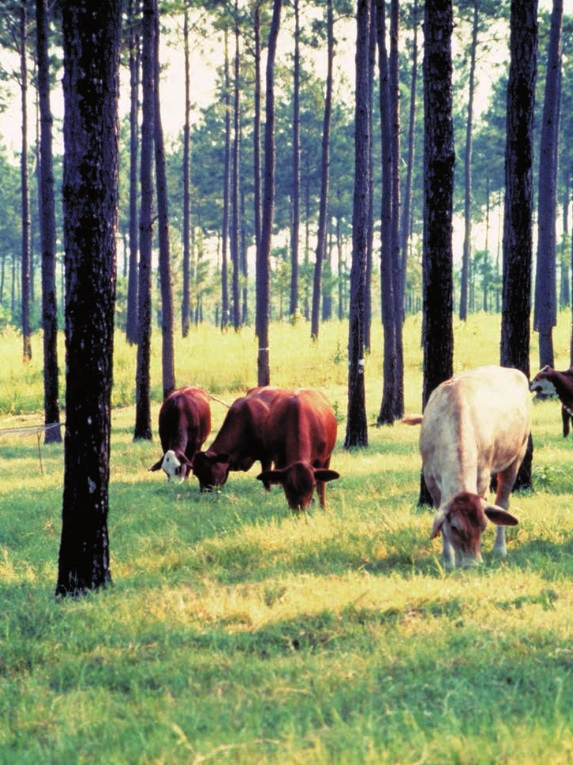
Sistema silvipastoril integra gado, forragem e árvores. (Foto: USDA NAC)

Sistema silvipastoril (silva é floresta em latim) é a prática de integrar árvores, forragem e pastoreio de animais domesticados de forma mutuamente benéfica. Ele utiliza os princípios do pastoreio manejado e é uma das várias formas distintas de agrossilvicultura.
O Sistema silvipastoril (floresta pastoreada) adequadamente manejado pode aumentar a produtividade geral e a renda a longo prazo devido à produção simultânea de culturas arbóreas, forrageiras e pecuária, e pode proporcionar benefícios ambientais como o sequestro de carbono. O Sistema silvipastoril é uma das mais antigas formas de agricultura conhecidas e tem sido praticado em muitas partes do mundo durante séculos. Sistema silvipastoril não é o mesmo que pastagem não manejada em florestas, que tem muitas consequências ambientais negativas conhecidas.

## Benefícios
Os sistemas de pastagens abertas são resultado do desmatamento em massa, gerando perda de armazenamento de carbono, diminuição da disponibilidade hídrica e aumento de nutrientes do solo a ponto de prejudicar tanto o ecossistema quanto o homem. Um benefício primário do sistema silvipastoril é o aumento da utilização das terras agrícolas - pode incorporar florestas não utilizadas na produção e produzir vários produtos na mesma área. Isso diversifica as fontes de renda agrícola e aumenta a viabilidade agrícola. Descobriu-se que o sistema silvipastoril aumenta a abundância e diversidade da vida selvagem e contribui para o sequestro de carbono e a mitigação das mudanças climáticas.

### Gado
As árvores em sistemas silvipastoris protegem o gado do sol e do vento, o que pode aumentar o conforto animal e melhorar a produção. As árvores podem fornecer sombra no verão e quebra-ventos no inverno, permitindo que o gado modere sua própria temperatura. O estresse térmico no gado tem sido associado à diminuição da ingestão de alimentos, aumento da ingestão de água e efeitos negativos na produção, saúde reprodutiva, produção de leite, condicionamento físico e longevidade.
Certos tipos de árvores também podem servir de forragem para o gado. As árvores podem produzir frutas ou nozes que podem ser comidas pelo gado enquanto ainda estão na árvore ou depois de caírem. As folhas das árvores também podem servir como forragem, e os gerentes de silvicultura podem utilizar as árvores como forragem derrubando a árvore para que possa ser comida pelo gado, ou usando a poda para estimular o crescimento das folhas onde é acessível ao gado.

### Forragem
Sistemas silvipastoris bem manejados podem produzir tanta forragem quanto sistemas de pastagem aberta em circunstâncias favoráveis. Os sistemas silvipastoris também tendem a produzir forragem de maior qualidade nutritiva do que a forragem não silvipastoril sob certas condições. O aumento da disponibilidade de forragem tem sido observado em sistemas silvipastoris em comparação com sistemas de pastagem aberta sob condições de seca, onde a combinação de sombra das árvores e absorção de água das raízes das árvores pode reduzir os impactos da seca.

### Árvores
A silvicultura é compatível com a produção de frutas, castanhas e madeira. O pastoreio pode servir como um método de controle de vegetação e ervas daninhas com boa relação custo-benefício. O sistema silvipastoril também pode ajudar a reduzir pragas e doenças nos pomares - quando introduzidos em um pomar após a colheita, o gado pode consumir frutos não colhidos, evitando que pragas e doenças se espalhem através desses frutos não colhidos e, em alguns casos, consumam as próprias pragas.

## Métodos
O sistema silvipastoril pode ser estabelecido plantando árvores em pastagens existentes ou estabelecendo pastagens em florestas existentes. Os dois métodos diferem significativamente nos desafios que apresentam.

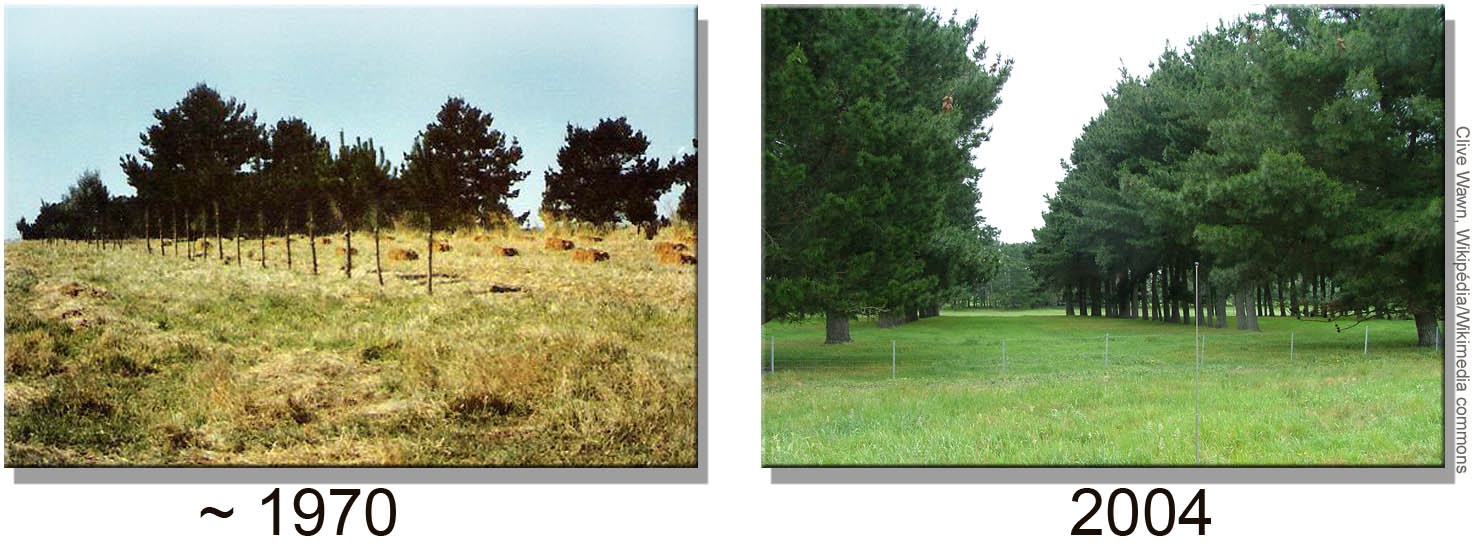
Sistema silvipastoril ao longo dos anos.

### Integrando árvores no pasto
Plantar árvores em pastagens existentes apresenta vários desafios: as árvores jovens devem ser protegidas do gado, as árvores podem levar anos para se tornarem produtivas (dependendo da espécie) e plantar árvores em pastagens pode limitar a capacidade de usar essa terra para outros fins no futuro.

### Integração do pasto na floresta
A integração de pastagem na floresta existente também apresenta desafios: a floresta provavelmente precisa ser desbastada para aumentar a infiltração leve, que é demorada e pode exigir maquinário pesado, bem como uma estratégia para lidar com árvores derrubadas. As florestas desbastadas também provavelmente experimentarão um fluxo de crescimento de ervas daninhas e mudas de árvores que devem ser tratadas para evitar que o pasto cresça demais. As forragens de pastagem também podem precisar ser estabelecidas sob as árvores, um processo que pode ser difícil se as árvores já tiverem sido derrubadas.

## História

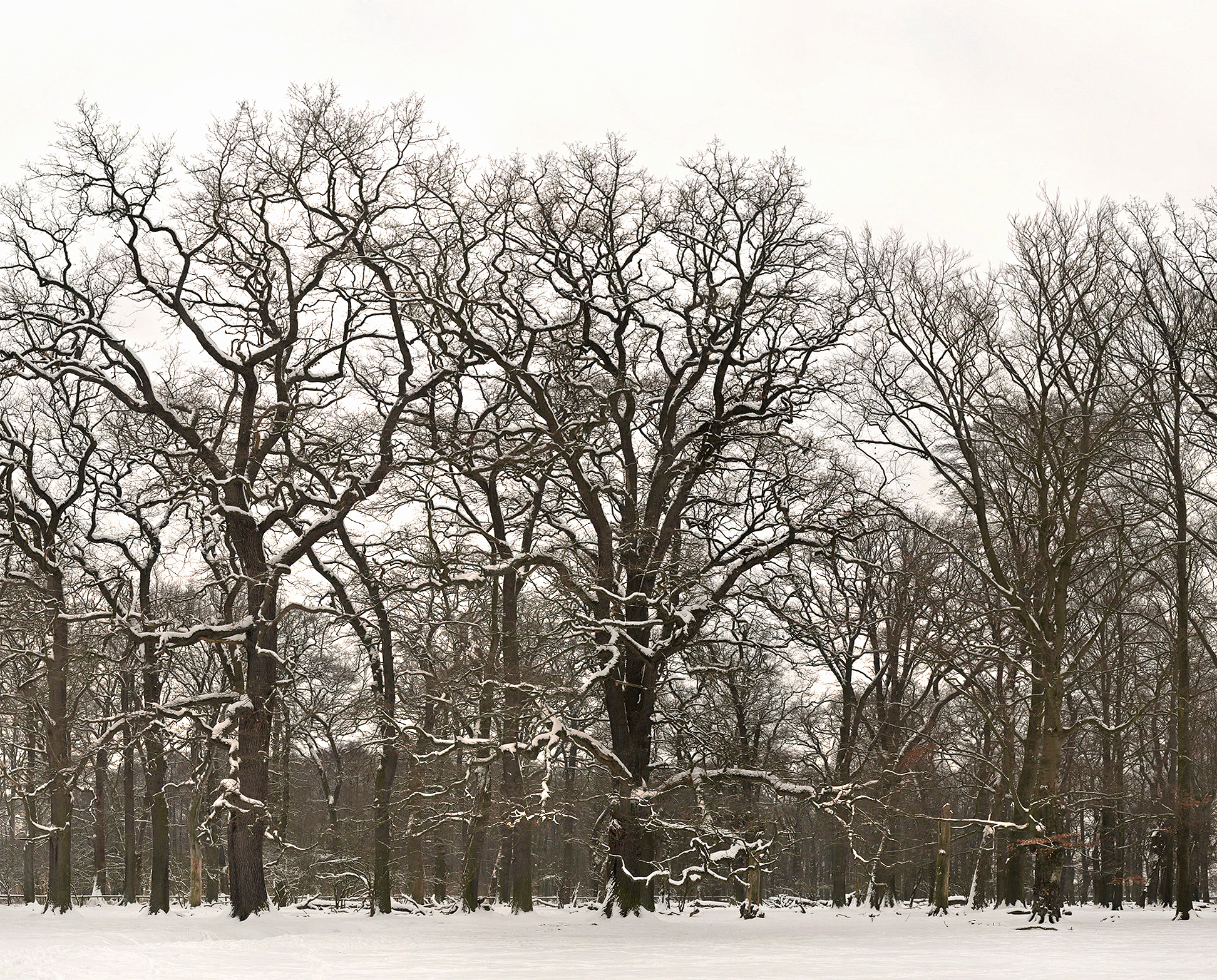
Pastagem de madeira no inverno no parque de caça Wisentgehege Springe perto de Springe, Hanover, Alemanha.

De acordo com a Teoria dos Megaherbívoros, florestas abertas e pastadas de uma forma ou de outra teriam sido parte das florestas nativas européias antes mesmo de serem usadas por humanos. Os sistemas de frutas e nozes e silvicultura cobriram grandes porções da Europa central até o século 20, e ainda são difundidos em algumas áreas. A pastagem de madeira, uma das mais antigas práticas de uso da terra na história humana, é um sistema histórico europeu de gestão da terra em que a floresta aberta fornecia abrigo e forragem para animais de pasto, particularmente ovelhas e bois, bem como produtos florestais, como madeira para construção e combustível, talhadas para a produção de acácia e carvão e postes podados. Desde os tempos romanos, os porcos foram soltos em florestas de faias e carvalhos para se alimentar da bolota e do mastro de faia, e em pomares de frutas para comer frutas caídas.